# V barvách
V Barvách je album pražské hiphopové skupiny Prago Union. Album bylo vydáno 1. září 2011. Skupina za toto album získala cenu Anděl 2011 v kategorii Hip Hop & RnB.

## Seznam skladeb
- “Černobílá“
- “Černá“
- “Modrá“
- “Zelená“
- “Žlutá“
- “Bílá“
- “Hnědá“
- “Červená“
- “Fialová“
- “Vybarvená“
- “Složená“
- “Tónovací“
- (“Matná“)